# علی‌محمد حیدریان
علی‌محمّد حیدریان (۱۲۷۵ – ۲۵ شهریور ۱۳۶۹) از نقاشان ایرانی و از شاگردان کمال الملک بود و از معلمان مدرسه صنایع مستظرفه، و پس از آن، مدرسهٔ هنرهای زیبا بود که بعداً به دانشکده هنرهای زیبای دانشگاه تهران تبدیل شد.

## زندگی
علی‌محمّد حیدریان در سال ۱۲۷۵ خورشیدی (۱۳۱۴ (قمری)) در شهر اصفهان به دنیا آمد. تحصیلات خود را در مدرسه‌های خرد و آلیانس (فرانسه) ادامه داد. حیدریان از جمله شاگردان مستعد و خلاق کمال‌الملک بود از ابتدای تشکیل هنرستان نقاشی کمال‌الملک از نخستین هنرجویانی بود که همزمان در کنار استاد کمال‌الملک به تربیت هنر جویان نقاشی می‌پرداخت و توانست مدرسه کمال‌الملک را با اعتبار خاصی به پایان ببرد؛ و سپس جهت مطالعه آثار هنرمندان اروپایی به فرانسه و بلژیک مسافرت نمود. وی همچنین از استادان مؤسس هنرکده نقاشی بود که پس از آن تبدیل به دانشکده هنرهای زیبای دانشگاه تهران شد. حیدریان در سال ۱۳۴۳ به سمت استاد تمام وقت در دانشکده هنرهای زیبا منصوب شد و در تاریخ ۲۹ ماه ۱۳۴۶ با توجه به خدماتش به هنر ایران به عنوان استاد ممتاز دانشکده هنرهای زیبا انتخاب شد. علی‌محمد حیدریان در تمام زندگی خود هرگز در هیچ نمایشگاه انفرادی شرکت نکرد و اگر هم در نمایشگاه‌های دسته جمعی شرکت می‌کرد با اصرار دوستانش بود.
حیدریان پس از فراغت از هنرآموزی در مدرسهٔ صنایع مستظرفه برای ادامهٔ مطالعه و تحقیق به فرانسه و بلژیک رفت و پس از بازگشت به ایران به همراه "وزیری "دانشکده هنرهای زیبای تهران را بنیاد نهاد. این استاد نقاشی در اسفند ۱۳۶۸ در خانه خود زمین‌خورد و پس از آن از صندلی چرخ‌دار استفاده می‌کرد تا بالاخره در روز ۲۵ شهریور ماه ۱۳۶۹ درگذشت و در بهشت زهرای تهران قطعه ۷۳، ردیف ۳۸، شماره ۴۴ به خاک سپرده شد. با مرور آثار علی محمد حیدریان به وضوح می‌توان فاصله گرفتن از باز نمایی صرف طبیعت را نسبت به دوران و آثار کمال الملک مشاهده کرد.
کسانی چون جواد حمیدی، محمود جوادی‌پور، مرتضی ممیز، کیخسرو خروش، پرویز کلانتری و منیر فرمانفرمائیان و محمد هاشمی و امیر لطفی و بسیاری دیگر از شاگردان وی بوده‌اند.